# 寬尾平鰭鮠
寬尾平鰭鮠，為輻鰭魚綱鯰形目平鰭鮠科的其中一種，為熱帶淡水魚，分布於非洲莫三比克Buzi河流域，體長可達5.2公分，棲息在水流快速、礫石底質的底層水域，生活習性不明。

## 擴展閱讀
維基物種上的相關：寬尾平鰭鮠